# 螺丝菌属
螺丝菌属（学名：Heliothrix）是多细胞丝状绿细菌，是玫瑰弯菌科的一属革兰氏染色阴性菌。细胞呈丝状体。该属的模式种也是惟一种为俄勒港螺丝菌(Heliothrix oregonensis)。

## 下属物种
本属包括以下物种：
- 俄勒冈螺丝菌 Heliothrix oregonensis Pierson et al., 1986